# Alexander Sørloth
Alexander Sørloth (Trondheim, 5 de dezembro de 1995) é um futebolista norueguês que atua como centroavante. Atualmente joga pelo Atlético de Madrid.

## Carreira

### Rosenborg

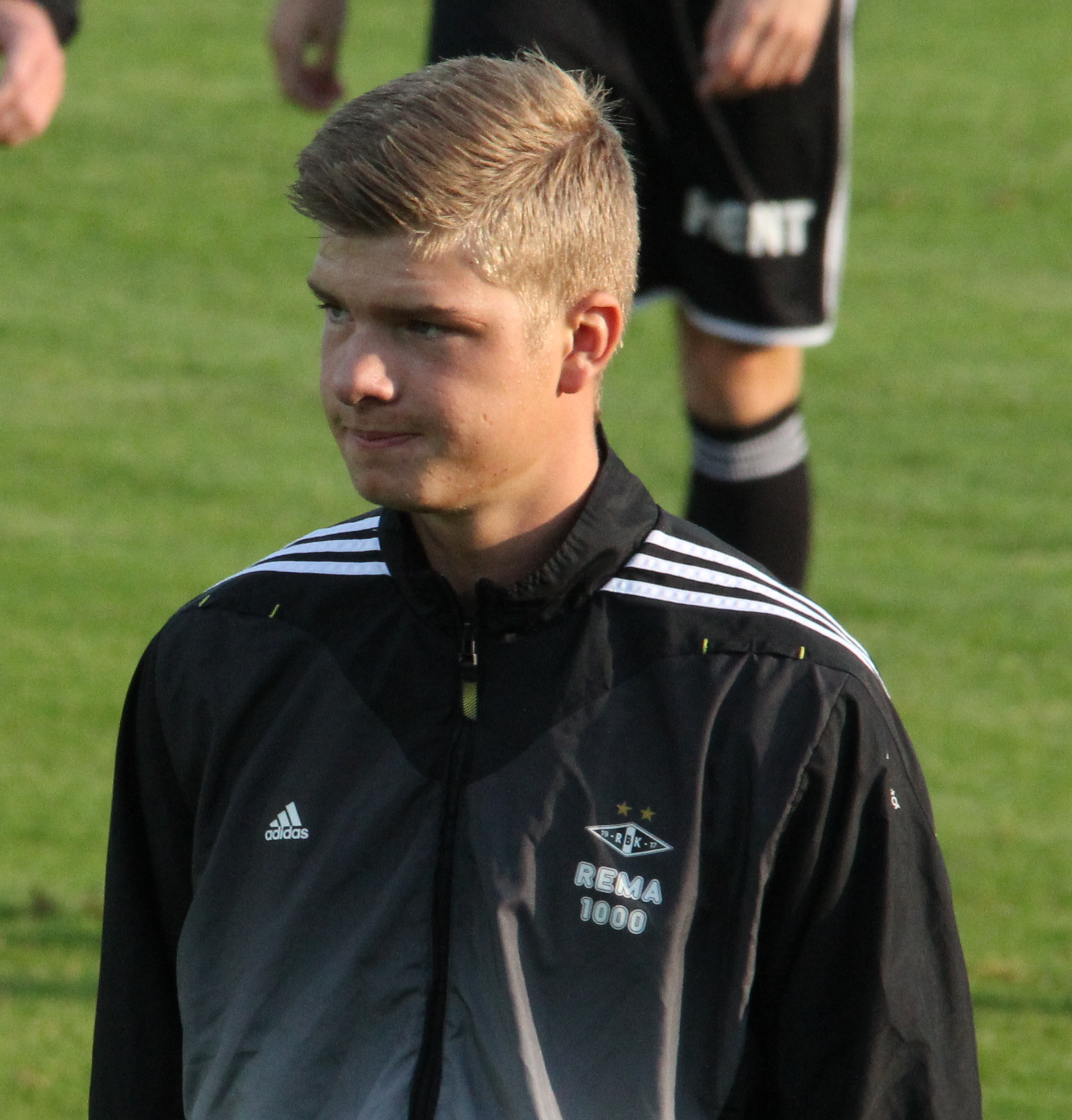
Sorloth em 2013.

Após se destacar na base do Rosenborg, foi promovido aos profissionais em 2013.
Sua estreia profissional foi no dia 12 de julho de 2013, entrando no segundo tempo da partida contra o Crusaders, em jogo válido pelos playoffs de qualificação da Liga Europa, levando apenas 12 minutos para marcar seu primeiro gol, o sexto do Rosenborg na goleada de 7 a 2.
Estreou na Tippeligaen em 20 de julho de 2014, contra o Sogndal, entrando no lugar de Alexander Søderlund aos 60 minutos.

### Bodø/Glimt
Sørloth foi emprestado ao Bodø/Glimt antes do início da Eliteserien de 2015. Rapidamente, se tornou um dos melhores jogadores da equipe e um dos melhores do campeonato, marcando 13 gols e dando cinco assistências em 26 jogos (sendo como 19 titular), incluindo seis gols marcados em um só jogo contra o Sarpsborg 08.

### Groningen
No dia 6 de novembro de 2015 foi contratado pelo Groningen, assinando por quatro anos e meio. O clube holandês pagou cerca de 750 mil euros pela transferência.

### Midtjylland
Em 1 de junho de 2017, Sørloth foi anunciado pelo Midtjylland, da Dinamarca. O centroavante assinou por quatro anos.

### Crystal Palace
No dia 31 de janeiro de 2018, Sørloth foi contratado pelo Crystal Palace, que pagou uma taxa de 9 milhões de libras. Estreou em 10 de fevereiro, numa derrota por 3 a 1 para o Everton. No dia 28 de agosto do mesmo ano, Sørloth marcou seu primeiro gol pelo clube na vitória por 1 a 0 sobre Swansea, em jogo válido pela Copa da Liga Inglesa.

#### Empréstimo ao Gent
Em 8 de janeiro de 2019, foi anunciado seu empréstimo ao KAA Gent até o final da temporada 2018–19.

#### Empréstimo ao Trabzonspor
Em agosto de 2019 foi novamente emprestado, dessa vez ao Trabzonspor, até o final da temporada 2020–21.
Estreou pelo clube turco num jogo contra o Sparta Praga, válido pela terceira fase pré-eliminatória da Liga Europa da UEFA, onde marcou o segundo gol da partida que terminou em 2 a 2. Em março de 2020, Sørloth marcou seu primeiro hat-trick na goleada por 6 a 0 sobre o Kasımpaşa.
Em 5 de julho de 2020, Sørloth tornou-se o jogador estrangeiro mais artilheiro do Trabzonspor em uma única temporada, com 29 gols, ultrapassando o ex-atacante georgiano Shota Arveladze.

### RB Leipzig

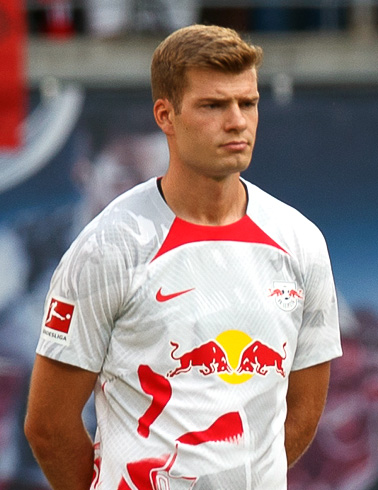
Sørloth em 2022 pelo RB Leipzig.

Depois de jogar pela seleção Norueguesa nas duas primeiras partidas da primeira fase da Liga das Nações da UEFA, Sørloth não voltou ao Trabzonspor no jogo contra o Beşiktaş.
O centroavante anunciou sua ida ao RB Leipizig em 22 de setembro de 2020, por uma taxa de 20 milhões de euros, mais 2 milhões de bônus, com quaisquer receitas adicionais sendo repartida igualmente entre o Trabzonspor e o Crystal Palace.
Marcou seu primeiro pelo Leipizig no dia 2 de dezembro, na vitória por 4 a 3 contra o İstanbul Başakşehir, em jogo válido pela Liga dos Campeões da UEFA de 2020–21.

### Real Sociedad
Em 25 de julho de 2021, foi anunciado seu empréstimo ao Real Sociedad, sem maiores detalhes sobre a transferência.

### Villarreal
No dia 25 de julho de 2023, Sørloth foi anunciado como novo reforço do Villarreal. O Submarino Amarelo desembolsou cerca de 10 milhões de euros (R$ 52,4 milhões) para contar com o atacante norueguês em seu elenco.
O atacante estreou pelo Villarreal no dia 13 de agosto de 2023, numa derrota por 2-1 contra o Betis, no estádio La Cerámica, partida válida pela primeira rodada do campeonato espanhol.
Marcou seu primeiro gol pelo clube no dia 27 de agosto de 2023, numa derrota por 4-3 contra o Barcelona, no estádio La Cerámica, partida válida pela terceira rodada do campeonato espanhol.

### Atlético de Madrid
No dia 3 de agosto de 2024, o clube de Madrid oficializou a chegada do atacante norueguês ao clube.
De acordo com a imprensa espanhola, os Los Colchoneros desembolsaram cerca de 32 milhões de euros (cerca de R$ 192 milhões) para contar com o atacante, que assinou contrato até o final de junho de 2028.
Sørloth estreou oficialmente, com a camisa do seu novo clube, no dia 19 de agosto de 2024, num empate em 2-2 contra o Villarreal, seu antigo clube, em uma partida válida pela primeira rodada do campeonato espanhol. Nessa partida, Sørloth também marcou seu primeiro gol, podendo assim ajudar o seu time a conquistar o empate após sair atrás do placar.

## Seleção Norueguesa

### Seleção Norueguesa
Em março de 2021, Sørloth foi convocado para a disputa de 2 amistosos contra Luxemburgo e Grécia, nos dias 2 e 6 de junho, respectivamente.

## Vida pessoal
É filho de Gøran Sørloth, ex-futebolista que também atuou como atacante e teve boa passagem pelo Rosenborg, além de ter representado a Seleção Norueguesa.

## Estatísticas
Atualizadas até 9 de setembro de 2021.

### Clubes
| Clubes            | Temporada         | Campeonato Nacional | Campeonato Nacional | Copa Nacional(a) | Copa Nacional(a) | Campeoanto Continental(b) | Campeoanto Continental(b) | Total | Total |
| Clubes            | Temporada         | Jogos               | Gols                | Jogos            | Gols             | Jogos                     | Gols                      | Jogos | Gols  |
| ----------------- | ----------------- | ------------------- | ------------------- | ---------------- | ---------------- | ------------------------- | ------------------------- | ----- | ----- |
| Rosenborg         | 2013              | 0                   | 0                   | 0                | 0                | 1                         | 1                         | 1     | 1     |
| Rosenborg         | 2014              | 6                   | 0                   | 0                | 0                | 3                         | 0                         | 9     | 0     |
| Rosenborg         | 2015              | 0                   | 0                   | 0                | 0                | 0                         | 0                         | 0     | 0     |
| Rosenborg         | Total             | 6                   | 0                   | 0                | 0                | 4                         | 1                         | 10    | 1     |
| Bodø/Glimt        | 2015              | 26                  | 13                  | 3                | 1                | —                         | —                         | 29    | 14    |
| Groningen         | 2015–16           | 13                  | 2                   | 0                | 0                | 0                         | 0                         | 13    | 2     |
| Groningen         | 2016–17           | 25                  | 3                   | 1                | 1                | 0                         | 0                         | 26    | 4     |
| Groningen         | Total             | 38                  | 5                   | 1                | 1                | 0                         | 0                         | 39    | 6     |
| Midtjylland       | 2017–18           | 19                  | 10                  | 0                | 0                | 6                         | 4                         | 25    | 14    |
| Crystal Palace    | 2017–18           | 4                   | 0                   | 0                | 0                | —                         | —                         | 4     | 0     |
| Crystal Palace    | 2018–19           | 12                  | 0                   | 4                | 1                | —                         | —                         | 16    | 1     |
| Crystal Palace    | Total             | 16                  | 0                   | 4                | 1                | —                         | —                         | 20    | 1     |
| Gent              | 2018–19           | 19                  | 4                   | 3                | 1                | —                         | —                         | 22    | 5     |
| Gent              | Total             | 19                  | 4                   | 3                | 1                | 0                         | 0                         | 22    | 5     |
| Trabzonspor       | 2019–20           | 34                  | 24                  | 7                | 7                | 8                         | 2                         | 49    | 33    |
| Trabzonspor       | Total             | 34                  | 24                  | 7                | 7                | 8                         | 2                         | 49    | 33    |
| RB Leipzig        | 2020–21           | 28                  | 5                   | 4                | 0                | 4                         | 1                         | 36    | 6     |
| RB Leipzig        | Total             | 28                  | 5                   | 4                | 0                | 4                         | 1                         | 36    | 6     |
| Real Sociedad     | 2021–22           | 1                   | 0                   | 0                | 0                | 0                         | 0                         | 1     | 0     |
| Real Sociedad     | Total             | 1                   | 0                   | 0                | 0                | 0                         | 0                         | 1     | 0     |
| Total na carreira | Total na carreira | 187                 | 61                  | 23               | 11               | 22                        | 8                         | 232   | 80    |

a.^ Jogos da Copa da Noruega, Copa dos Países Baixos, Copa da Dinamarca, Copa da Inglaterra, Copa da Liga Inglesa, Copa da Bélgica, Copa da Turquia e Copa da Alemanha
b.^ Jogos da Liga Europa da UEFA e Liga dos Campeões da UEFA

### Seleção
Atualizadas até dia 9 de setembro de 2021.
| Seleção | Ano   | Jogos | Gols |
| ------- | ----- | ----- | ---- |
| Noruega | 2016  | 7     | 1    |
| Noruega | 2017  | 5     | 0    |
| Noruega | 2018  | 5     | 1    |
| Noruega | 2019  | 5     | 4    |
| Noruega | 2020  | 5     | 3    |
| Noruega | 2021  | 5     | 3    |
| Total   | Total | 32    | 12   |

| N. | Data                   | Local                                                 | Adversário       | Gol | Resultado | Competição                                     |
| -- | ---------------------- | ----------------------------------------------------- | ---------------- | --- | --------- | ---------------------------------------------- |
| 1  | 1 de junho de 2016     | Ullevaal Stadion, Oslo, Noruega                       | Islândia         | 3-1 | 3-2       | Amigáveis                                      |
| 2  | 2 de junho de 2018     | Laugardalsvöllur, Reykjavík, Islândia                 | Islândia         | 3-2 | 3-2       | Amigáveis                                      |
| 3  | 15 de outubro de 2019  | Arena Națională, Bucareste, Romênia                   | Romênia          | 1-1 | 1-1       | Qualificação UEFA Euro 2020                    |
| 4  | 15 de novembro de 2019 | Ullevaal Stadion, Oslo, Noruega                       | Ihas Faroe       | 3–0 | 4–0       | Qualificação UEFA Euro 2020                    |
| 5  | 15 de novembro de 2019 | Ullevaal Stadion, Oslo, Noruega                       | Ihas Faroe       | 4–0 | 4–0       | Qualificação UEFA Euro 2020                    |
| 6  | 18 de novembro de 2019 | Estádio Nacional, Ta 'Qali, Malta                     | Malta            | 2–1 | 2–1       | Qualificação UEFA Euro 2020                    |
| 7  | 7 de setembro de 2020  | Windsor Park, Belfast, Irlanda do Norte               | Irlanda do Norte | 3-1 | 5-1       | 2020–21 UEFA Nations League B                  |
| 8  | 7 de setembro de 2020  | Windsor Park, Belfast, Irlanda do Norte               | Irlanda do Norte | 4-1 | 5-1       | 2020–21 UEFA Nations League B                  |
| 9  | 11 de outubro de 2020  | Estádio Ullevaal, Oslo, Noruega                       | Romênia          | 2–0 | 4–0       | 2020–21 UEFA Nations League B                  |
| 10 | 24 de março de 2021    | Victoria Stadium, Gibraltar                           | Gibraltar        | 1–0 | 3–0       | Qualificação para a Copa do Mundo FIFA de 2022 |
| 11 | 30 de março de 2021    | Estádio da cidade de Podgorica, Podgorica, Montenegro | Montenegro       | 1–0 | 1–0       | Qualificação para a Copa do Mundo FIFA de 2022 |

## Títulos
Midtjylland
- Superliga Dinamarquesa: 2017–18

Trabzonspor
- Copa da Turquia: 2019–20

### Artilharias
- Artilheiro da Süper Lig de 2019–20: 24 gols
- Artilheiro da Copa da Turquia de 2019–20: 7 gols